# Kajmanji otoki
Kajmanji otoki (ali Kajmanski otoki) so čezmorsko ozemlje Združenega kraljestva v Karibih, severozahodno od Jamajke. Sestavljajo jih otoki Veliki Kajman, Cayman Brac in Mali Kajman. Zaradi njihovega ekonomskega sistema, ki ne pozna neposredne obdavčitve, se tam nahaja ogromno bank in se šteje za eno izmed davčnih oaz.